# Matricole & Meteore
Matricole & Meteore è stato un programma televisivo italiano che è andato in onda in prima serata su Italia 1 dall'8 ottobre al 26 novembre 2002 e dal 21 gennaio al 13 aprile 2010.

## Il programma
Il programma è nato dall'unione dei precedenti format Matricole - Quando non erano famosi e Meteore - Alla ricerca delle stelle perdute, entrambi andati in onda con successo sulla stessa emittente a cavallo tra gli anni novanta e gli anni zero, e come loro è dedicato rispettivamente a scoprire gli esordi dei divi di successo attuali (come in Matricole) e a ripescare i personaggi un tempo molto noti ed in seguito dimenticati (come in Meteore).

## Edizioni

### Prima edizione
La prima edizione del programma va in onda su Italia 1 a partire dall'8 ottobre al 26 novembre 2002 per otto puntate, con la conduzione di Enrico Papi e la partecipazione delle vallette Moran Atias e Jurgita Tvarish, del duo comico Bianchi e Pulci, di Massimo Lopez che torna a ricoprire il ruolo del "Cangurotto" e la cantante Sabrina Salerno nel ruolo di inviata speciale.

#### Ascolti
| Puntata | Data             | Telespettatori | share  |
| ------- | ---------------- | -------------- | ------ |
| 1       | 8 ottobre 2002   | 3 169 000      | 12,44% |
| 2       | 15 ottobre 2002  | 3 234 000      | 11,69% |
| 3       | 22 ottobre 2002  | 3 401 000      | 11,48% |
| 4       | 29 ottobre 2002  | 2 624 000      | 10,16% |
| 5       | 5 novembre 2002  | 3 682 000      | 11,57% |
| 6       | 12 novembre 2002 | 3 141 000      | 12,01% |
| 7       | 19 novembre 2002 | 2 987 000      | 10,88% |
| 8       | 26 novembre 2002 | 2 649 000      | 9,64%  |

### Seconda edizione
Dopo il successo delle repliche della prima edizione, dal 21 gennaio al 13 aprile 2010 Italia 1 trasmette in diretta la seconda ed ultima edizione del programma, condotto da Nicola Savino e Juliana Moreira con le partecipazioni di: Digei Angelo, Cristina D'Avena (nel doppio ruolo di ospite fisso e inviata speciale nei panni di una principessa in cerca del Principe azzurro), il pupazzo Uan, Dee D. Jackson, Pasquale Laricchia e Giorgio Mastrota nel ruolo del "Cangurotto". Come nella prima edizione, anche in questa seconda edizione è presente il corpo di ballo. Tra gli ospiti intervenuti spiccano Aldo Montano, Cristina Chiabotto, le Lollipop e Benedetta Parodi alla seconda puntata e Melissa Satta alla quarta puntata mentre interviene telefonicamente alla prima puntata Fiorello.

#### Ascolti
| Puntata | Data             | Telespettatori | share  |
| ------- | ---------------- | -------------- | ------ |
| 1       | 21 gennaio 2010  | 2 938 000      | 13,05% |
| 2       | 28 gennaio 2010  | 2 311 000      | 9,86%  |
| 3       | 4 febbraio 2010  | 2 201 000      | 9,62%  |
| 4       | 11 febbraio 2010 | 2 365 000      | 9,85%  |
| 5       | 18 marzo 2010    | 2 416 000      | 10,21% |
| 6       | 25 marzo 2010    | 2 307 000      | 9,94%  |
| 7       | 5 aprile 2010    | 2 184 000      | 11,65% |
| 8       | 13 aprile 2010   | 2 074 000      | 9,07%  |